# أهلي الخليل
أهلي الخليل هو نادي كرة قدم فلسطيني من مدينة الخليل، ويلعب في الدوري الفلسطيني الممتاز للضفة الغربية. فاز بكأس فلسطين لعام 2015 وتأهل إلى كأس الاتحاد الآسيوي 2016.